# Gerbillurus paeba
Gerbillurus paeba је врста глодара из породице мишева и потпородице гербила (лат. Gerbillinae).

## Распрострањење
Ареал врсте покрива средњи број држава. Врста има станиште у Зимбабвеу, Мозамбику, Јужноафричкој Републици, Боцвани, Намибији и Анголи.

## Угроженост
Ова врста није угрожена, и наведена је као последња брига јер има широко распрострањење.